# Leichtathletik-Weltmeisterschaften 1991/800 m der Männer

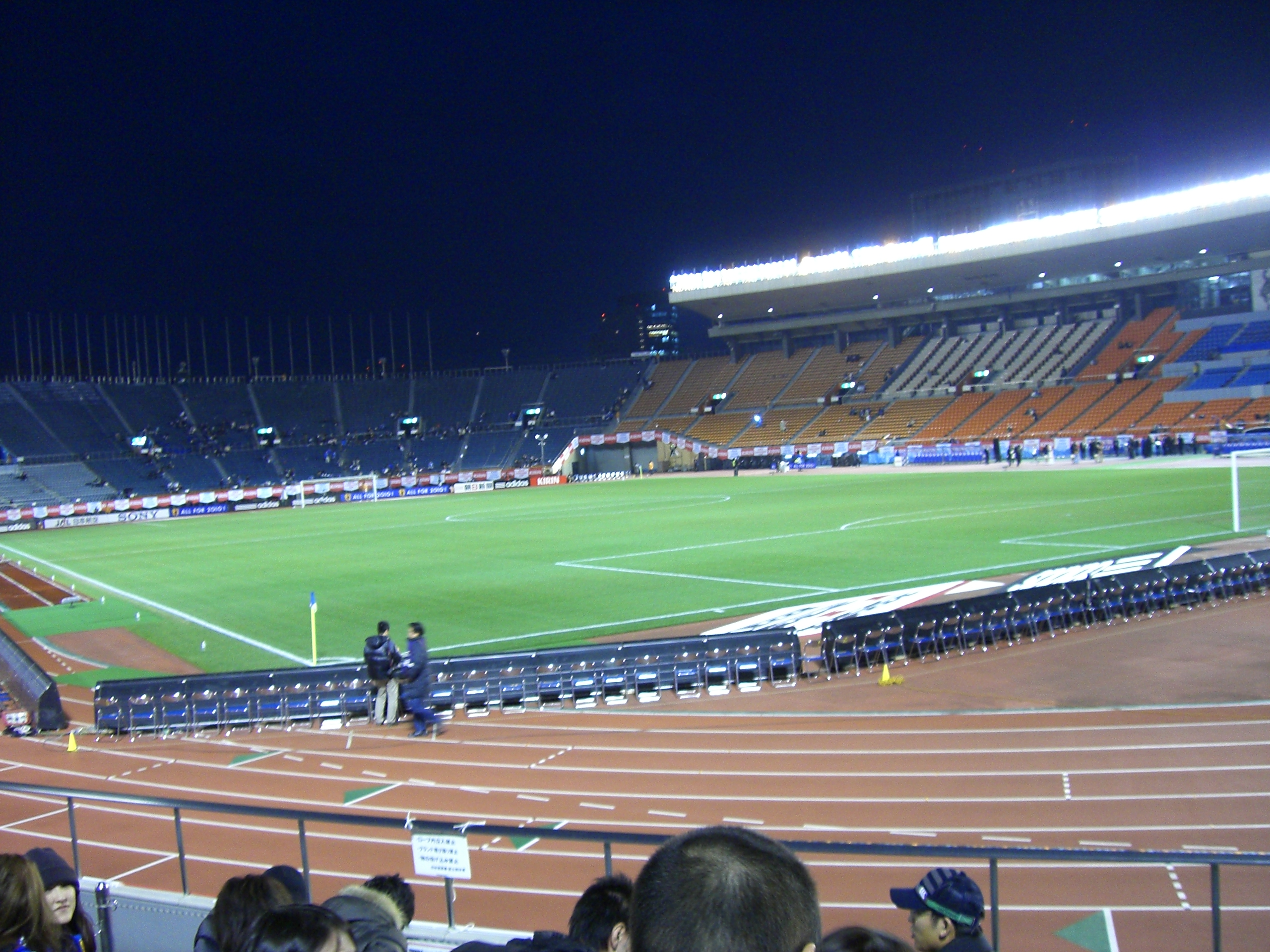
Das Olympiastadion in Tokio im Jahr 2008

Der 800-Meter-Lauf der Männer bei den Leichtathletik-Weltmeisterschaften 1991 wurde vom 25. bis 27. August 1991 im Olympiastadion der japanischen Hauptstadt Tokio ausgetragen.
Weltmeister wurde der kenianische Titelverteidiger Billy Konchellah. Er gewann vor dem brasilianischen WM-Dritten von 1987 José Luíz Barbosa. Bronze ging an den US-Amerikaner Mark Everett.

## Bestehende Rekorde
| Weltrekord               | 1:41,73 min | Sebastian Coe    | Florenz, Italien        | 10. Juni 1981     |
| Weltmeisterschaftsrekord | 1:43,06 min | Billy Konchellah | WM 1987 in Rom, Italien | 1. September 1987 |

Der bestehende WM-Rekord wurde bei diesen Weltmeisterschaften nicht eingestellt und nicht verbessert.

## Vorrunde
25. August 1991, 17:35 Uhr
Die Vorrunde wurde in sechs Läufen durchgeführt. Die ersten beiden Athleten pro Lauf – hellblau unterlegt – sowie die darüber hinaus vier zeitschnellsten Läufer – hellgrün unterlegt – qualifizierten sich für das Halbfinale.

### Vorlauf 1
| Platz | Name                | Nation         | Zeit (min)         |
| ----- | ------------------- | -------------- | ------------------ |
| 1     | Billy Konchellah    | Kenia          | 1:47,35            |
| 2     | Mark Everett        | USA            | 1:47,37            |
| 3     | Tom McKean          | Großbritannien | 1:47,38            |
| 4     | Desta Asgedom       | Äthiopien      | 1:48,28            |
| 5     | Fabian Franco       | Gibraltar      | 1:54,29            |
| 6     | Charles Nkazamyampi | Burundi        | 4:13,28 – gestürzt |
| DSQ   | Ismael Youssef      | Katar          |                    |

### Vorlauf 2
| Platz | Name               | Nation      | Zeit (min) |
| ----- | ------------------ | ----------- | ---------- |
| 1     | Paul Ereng         | Kenia       | 1:45,94    |
| 2     | Tomás de Teresa    | Spanien     | 1:46,41    |
| 3     | Slobodan Popović   | Jugoslawien | 1:46,89    |
| 4     | Waleri Starodubzew | Sowjetunion | 1:47,55    |
| 5     | Ari Suhonen        | Finnland    | 1:48,15    |
| 6     | Luis Martínez      | Guatemala   | 1:49,07    |
| DNS   | Ibrahim Okash      | Somalia     |            |

### Vorlauf 3
| Platz | Name                 | Nation         | Zeit (min) |
| ----- | -------------------- | -------------- | ---------- |
| 1     | Robert Kibet         | Kenia          | 1:50,13    |
| 2     | Brian Whittle        | Großbritannien | 1:50,20    |
| 3     | Luis Javier González | Spanien        | 1:50,46    |
| 4     | Réda Abdenouz        | Algerien       | 1:50,47    |
| 5     | Pablo Squella        | Chile          | 1:50,92    |
| 6     | Luis Migueles        | Argentinien    | 1:51,42    |
| 7     | Samson Vallabouy     | Malaysia       | 1:51,46    |

### Vorlauf 4
| Platz | Name              | Nation              | Zeit (min) |
| ----- | ----------------- | ------------------- | ---------- |
| 1     | George Kersh      | USA                 | 1:47,00    |
| 2     | Frédéric Cornette | Frankreich          | 1:47,02    |
| 3     | Ahmed Belkessam   | Algerien            | 1:47,06    |
| 4     | Esko Parpala      | Finnland            | 1:47,28    |
| 5     | Babacar Niang     | Senegal             | 1:47,75    |
| 6     | Dale Jones        | Antigua und Barbuda | 1:48,62    |
| DNS   | Dieudonné Kwizéra | Burundi             |            |

### Vorlauf 5
| Platz | Name              | Nation         | Zeit (min) |
| ----- | ----------------- | -------------- | ---------- |
| 1     | José Luíz Barbosa | Brasilien      | 1:45,68    |
| 2     | Freddie Williams  | Kanada         | 1:45,83    |
| 3     | Mbiganyi Thee     | Botswana       | 1:45,94    |
| 4     | Joachim Dehmel    | Deutschland    | 1:46,24    |
| 5     | Steve Heard       | Großbritannien | 1:46,29    |
| 6     | Tommy Asinga      | Suriname       | 1:47,33    |
| DSQ   | João N’Tyamba     | Angola         |            |

### Vorlauf 6
| Platz | Name             | Nation      | Zeit (min) |
| ----- | ---------------- | ----------- | ---------- |
| 1     | Johnny Gray      | USA         | 1:46,59    |
| 2     | Piotr Piekarski  | Polen       | 1:46,63    |
| 3     | Andrei Sudnik    | Sowjetunion | 1:46,77    |
| 4     | Giuseppe D’Urso  | Italien     | 1:46,82    |
| 5     | Markus Trinkler  | Schweiz     | 1:47,67    |
| 6     | António Abrantes | Portugal    | 1:47,91    |
| 7     | Douglas Kalembo  | Sambia      | 1:48,26    |

## Halbfinale
26. August 1991, 18:15 Uhr
In den beiden Halbfinalläufen qualifizierten sich die jeweils ersten vier Athleten – hellblau unterlegt – für das Finale.

### Halbfinallauf 1
| Platz | Name              | Nation         | Zeit (min) |
| ----- | ----------------- | -------------- | ---------- |
| 1     | Billy Konchellah  | Kenia          | 1:46,86    |
| 2     | Mark Everett      | USA            | 1:46,96    |
| 3     | Johnny Gray       | USA            | 1:47,04    |
| 4     | Piotr Piekarski   | Polen          | 1:47,14    |
| 5     | Freddie Williams  | Kanada         | 1:47,17    |
| 6     | Robert Kibet      | Kenia          | 1:47,36    |
| 7     | Frédéric Cornette | Frankreich     | 1:48,04    |
| 8     | Steve Heard       | Großbritannien | 1:49,91    |

### Halbfinallauf 2
| Platz | Name              | Nation         | Zeit (min) |
| ----- | ----------------- | -------------- | ---------- |
| 1     | José Luíz Barbosa | Brasilien      | 1:45,14    |
| 2     | Paul Ereng        | Kenia          | 1:45,42    |
| 3     | Tomás de Teresa   | Spanien        | 1:45,84    |
| 4     | Andrei Sudnik     | Sowjetunion    | 1:45,91    |
| 5     | George Kersh      | USA            | 1:45,98    |
| 6     | Mbiganyi Thee     | Botswana       | 1:46,30    |
| 7     | Joachim Dehmel    | Deutschland    | 1:47,91    |
| 8     | Brian Whittle     | Großbritannien | 1:54,14    |

## Finale
27. August 1991, 19:50 Uhr
| Platz | Name              | Nation      | Zeit (min) |
| ----- | ----------------- | ----------- | ---------- |
| 1     | Billy Konchellah  | Kenia       | 1:43,99    |
| 2     | José Luíz Barbosa | Brasilien   | 1:44,24    |
| 3     | Mark Everett      | USA         | 1:44,67    |
| 4     | Paul Ereng        | Kenia       | 1:44,75    |
| 5     | Piotr Piekarski   | Polen       | 1:45,45    |
| 6     | Johnny Gray       | USA         | 1:45,67    |
| 7     | Andrei Sudnik     | Sowjetunion | 1:46,36    |
| 8     | Tomás de Teresa   | Spanien     | 1:47,65    |

## Video
- Tokyo 1991 Athletics WC Men 800 m Billy Konchellah Tokio 1991, Video veröffentlicht am 21. August 2011 auf youtube.com, abgerufen am 18. April 2020